# 10273 Katvolk
10273 Katvolk eller 1981 ED14 är en asteroid i huvudbältet som upptäcktes den 1 mars 1981 av den amerikanska astronomen Schelte J. Bus vid Siding Spring-observatoriet. Den är uppkallad efter Kathryn Volk.
Asteroiden har en diameter på ungefär 3 kilometer.